# Dolina pod Košiare
Dolina pod Košiare je dolina dlouhá přibližně 5 km. Je nejdelší dolinou v Belianských Tatrách. Ústí do Ždiarské doliny ve výšce 960 m n. m. u Ždiaru. Nachází se severně od Tatranské Kotliny.

## Poloha
Začíná na jihu, pak se asi ve své polovině stáčí na jihozápad, ke konci se rozšiřuje k Bujačímu vrchu a Prostredným jatkám. Pod tímto hřebenovým úsekem jsou dva visuté kotle - Malý Košiar na východě a Velký Košiar na západě. Z Bujačího vrchu směrem dolů vychází dlouhý hřeben, na jehož konci je Holý vrch. Z Bujačího sedla se táhne další rameno zakončené skalními bradly - tzv. Rakouskou skálou (1448 m n. m.). Na jih od ní je Jahňacia skala. Mezi těmito rameny je Jahňacia dolina. Z Prostredných Jatek vybíhá krátké rameno, které ústí na Gáflovce (skalní věž, 1626 m n. m.). Jedno rameno prochází přes Javorinku a ústí do Doliny pod Košiare, druhé delší pokračuje na Velký Grúň. Mezi těmito rameny je Dolina Javorinka. V údolí jsou tři polany - Solnisko, Nižná Kobyliarka a Vyšná Kobyliarka.

## Potok
Dolinou protéká Tokárský potok, resp. Tokárenský potok.

## Turistika
Do doliny nevedou turistické trasy. Dolina je přísnou přírodní rezervací TANAPu.